# روبرت لوي
روبرت لوي (بالإنجليزية: Robert Loe) مواليد 5 أغسطس 1991 في لستر، هو لاعب كرة سلة محترف نيوزلندي بدأ مسيرته الاحترافية في سنة 2014 يلعب في الدوري البلجيكي لكرة السلة الدرجة الأولى كلاعب وسط ويحمل الرقم 14. يبلغ طوله 6 قدم 11 بوصة (2.1 م).

## روابط خارجية
- روبرت لوي على موقع الاتحاد الدولي لكرة السلة (الإنجليزية)
- روبرت لوي على موقع دوري كرة السلة الياباني للمحترفين (اليابانية)
- روبرت لوي على موقع كرة السلة الأوروبية.كوم (الإنجليزية)
- روبرت لوي على موقع كلية كرة السلة في سبورتس رفرنس.كوم (الإنجليزية)
- روبرت لوي على موقع ريلجم (الإنجليزية)
- روبرت لوي على موقع بروبوليرز (الإنجليزية)
- روبرت لوي على موقع سبورتس رفرنس (الإنجليزية)
- روبرت لوي على موقع اللجنة الأولمبية النيوزيلندية (الإنجليزية)